# Ulrichskirchen-Schleinbach
Ulrichskirchen-Schleinbach ist eine Marktgemeinde mit 2653 Einwohnern (Stand 1. Jänner 2025) im Bezirk Mistelbach in Niederösterreich.

## Geografie
Ulrichskirchen-Schleinbach liegt im Weinviertel in Niederösterreich. Die Fläche der Marktgemeinde umfasst 26,52 Quadratkilometer. Davon sind 60 Prozent landwirtschaftliche Nutzfläche und 27 Prozent der Fläche sind bewaldet.
Bis Anfang des 19. Jahrhunderts mäandrierte der Rußbach bei Ulrichskirchen und es bestanden ausgedehnte Feuchtgebiete. Um den landwirtschaftlichen Anbau intensivieren zu können, wurde der Rußbach später begradigt und nasse Flächen trockengelegt. Die Maßnahmen hatten schwerwiegende ökologische Defizite zur Folge, viele wassergebundene Tier- und Pflanzenarten verloren ihren Lebensraum. Weiters bewirkten die Maßnahmen, dass Niederschläge schneller abflossen und weiter flussabwärts größere Hochwasserschäden auftraten. Als Korrektiv wurden zwischen 2003 und 2004 zwei Retentionsräume, bei Schleinbach mit 143.000 Kubikmetern und südöstlich von Ulrichskirchen mit 54.000 Kubikmetern, und eine Flussaufweitung östlich von Ulrichskirchen vorgenommen. Dadurch können Hochwasserwellen aufgefangen und abgefedert werden. Durch den Retentionsraum Schleinbach alleine wird die Hochwasserspitze eines hundertjährlichen Hochwassers um rund ein Viertel gedämpft. In den Schleinbacher Retentionsraum wurde ein bestehender Bruchwald miteinbezogen und mehrere Stillgewässer sowie ein Bachlauf geschaffen. Dadurch wurde der Lebensraum u. a. für Wasservögel wiederhergestellt. Als Zugvögel konnten mittlerweile der Große Brachvogel, die Beutelmeise, die Schafstelze, die Krickente und der Wasserwaldläufer beobachtet werden, als Brutvogel Zwergtaucher und Kiebitz.
Im Kreuttal, das vom hier unregulierten Rußbach durchflossen wird, existiert das österreichweit einzige Vorkommen des Speta-Blausterns.

### Gemeindegliederung
Das Gemeindegebiet umfasst folgende drei Katastralgemeinden (in Klammern Einwohnerzahl Stand 1. Jänner 2025):
- Kronberg (515)
- Schleinbach (1066) samt Kreuttal
- Ulrichskirchen (1072)

### Nachbargemeinden
|              | Kreuttal                                    | Hochleithen |
| Harmannsdorf | Kompassrose, die auf Nachbargemeinden zeigt |             |
|              | Wolkersdorf                                 |             |

## Geschichte

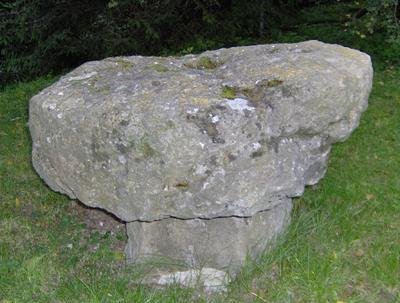
Keltenstein

### Frühgeschichte
Beim Bau der Gaspipeline Westschiene wurden Siedlungsplätze, die aus der frühen Jungsteinzeit (5. Jahrtausend vor Christus), der Frühbronzezeit (1800–1600 vor Christus) und der Germanenzeit (2./3. Jahrhundert nach Christus) stammen, freigelegt. Der Fund einer Vorratsgrube, in der sich drei Skelette befanden, stammt aus der sogenannten Aunjetitzer Kultur.

### Neuzeit
Die Orte teilten durch Jahrhunderte die wechselvolle Geschichte Niederösterreichs. 

Ulrichskirchen und Schleinbach um 1873 (Aufnahmeblatt der Franzisco-Josephinischen Landesaufnahme)

#### Markt Ulrichskirchen
Ulrichskirchen wird im Jahr 1045 erstmals genannt, im Mittelalter gehörte der Markt zum Besitz der Familie der Kranichberger. Bis 1607 war der Ort anschließend im Besitz des Stiftes Heiligenkreuz. Um 1230 wird das heute noch bestehende Schloss Ulrichskirchen erbaut, 1260 belagerte der Ungarische König Bela IV. erfolglos den Ort. Im Laufe der Jahrhunderte wurde der Ort mehrmals geplündert und in Brand gesteckt, während des Dreißigjährigen Krieges 1619 sogar überflutet. Während der Zweiten Wiener Türkenbelagerung 1683 diente der Ort als Schutz für geflohene Wiener. Das mittlerweile abgekommene Marktrecht wurde 1695 durch Kaiser Leopold I. erneut bestätigt. Während der Franzosenkriege war im Schloss ein Militärspital eingerichtet, durch die Behandlung von französischen Soldaten blieb der Ort unbeschadet und Marschall Soult schlug 1809 sein Quartier im Pfarrhof auf. 1850 wurde erstmals ein Bürgermeister gewählt. Im Österreichisch-Preußischen Krieg 1866 wurde der Ort auf Geheiß von Kaiser Wilhelm I. und General Moltke geplündert, anschließend wütete die durch Soldaten eingeschleppte Cholera im Ort.

Durch die Eröffnung der Laaer Ostbahn im Jahr 1870 kam es zu einem deutlichen Aufschwung in der Region. Zum Beginn des Ersten Weltkriegs zählte der Ort 1.200 Einwohner.

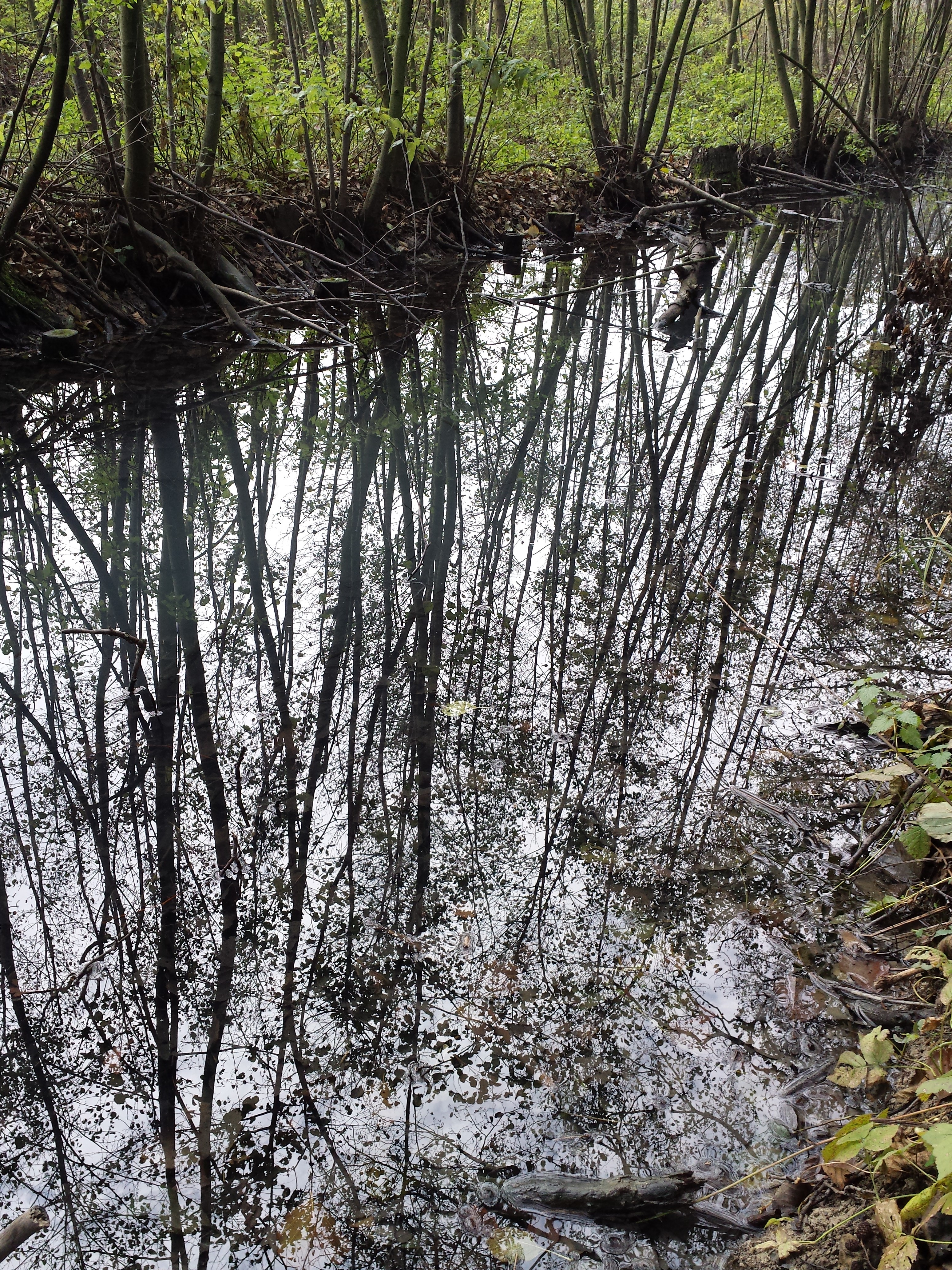
Schwarzerlenbruchwald im Retentionsraum Schleinbach

#### Sommerfrische Schleinbach
Schleinbach wurde 1187 als Slinbach das erste Mal urkundlich erwähnt. 1687 wurde durch Umbau des mittelalterlichen Wehrturms die noch heute bestehende Pfarrkirche Schleinbach errichtet. Das Dorf entwickelten sich zum durch Landwirtschaft geprägten Ort, 1913 wurde das noch heute bestehende Gemeindehaus mit Postamt und Gendarmerieposten errichtet.
Um die Jahrhundertwende entwickelte sich der Ort Schleinbach zu einer der bedeutendsten Sommerfrischen in der Region, alte Villen im Ort zeugen noch heute von dieser Epoche. Bereits 1912 war ein umfangreiches Wanderwegenetz im Wald vorhanden. Seit 1910 gab es sogar eine eigene „Zweigstelle Kreuttal“ des Österreichischen Gebirgsvereines mit Sitz in Schleinbach, deren Vorstand sich u. a. aus örtlichen Bahnbeamten und dem Gastwirt Johann Schramm zusammensetzte.
Laut Adressbuch von Österreich besaß der im Jahre 1938 10,71 km2 große Ort 889 Einwohner, ein Postamt, einen Gendarmerieposten, eine Pfarre und eine dreiklassige Volksschule. Es gab drei Gasthöfe, ein Kaffeehaus, eine Mühle, eine Farbenhandlung, zwei Fleischhauer, zwei Bäcker, einen Drechsler, vier Gemischtwarenhandlungen (Greißlereien), eine Obst- und Gemüsehandlung, einen Brennstoffhandel, einen Glaser, ein Milchcasino, einen Schmied, einen Tischler, einen Konditor, drei Schuhmacher und insgesamt vier Schneider und Schneiderinnen im Ort.

#### Zweiter Weltkrieg
Bereits 1930 war Johannes Hardegg, der Schlossherr von Ulrichskirchen, der NSDAP beigetreten. Er wurde Kreisleiter des Bezirks Floridsdorf-Umgebung, Führer der SA-Brigade 5 und Gruppe S. Auch nach Verbot der NSDAP blieb Hardegg im Untergrund aktiv, um nach dem „Anschluss Österreichs“ eine einflussreiche Position bei der „Arisierung“ der niederösterreichischen Landwirtschaft einzunehmen. Ab April 1940 lassen sich in der Bergmühle (damals „Damm-Mühle“ oder „Preißmühle“) über 40 polnische Kriegsgefangene nachweisen, die hier zu Zwangsarbeit eingesetzt wurden. Neben Polen wurden in den folgenden Jahren vor allem Menschen aus der Ukraine und Russland zur Arbeit gezwungen. Wichtigste Arbeitsbereiche waren eine von Hardegg betriebene Ziegelfabrik und die Regulierung des Rußbaches. In Kronberg wurde im ehemaligen Kloster ein „Umsiedlungslager“ eingerichtet. Als Ungarn 1944 von der deutschen Wehrmacht besetzt wurde, wurden Menschen aus diesem Gebiet nach Ulrichskirchen gebracht, wo sie in der Bergmühle zur Arbeit gezwungen wurden. 1944 lebten unter miserablen Bedingungen über 60 Juden in diesem Lager.
In den letzten Tagen des Zweiten Weltkriegs, zwischen 14. und 16. April 1945, wurde Schleinbach Schauplatz heftiger und wechselvoller Kämpfe zwischen Truppen der Wehrmacht und der Roten Armee, bei denen 40 deutsche und 15 sowjetische Soldaten ums Leben kamen. Durch Luftangriffe und Artilleriebeschuss entstanden schwere Gebäudeschäden. Die nach Westen abziehenden deutschen Truppen sprengten sieben Brücken, darunter drei Eisenbahnbrücken. Ulrichskirchen wurde am 12. und 19. April aus der Luft angegriffen, wobei Zivilisten getötet wurden und sieben Gebäude abbrannten.
Die Eisenbahnbrücken der Laaer Ostbahn wurden von der zurückziehenden Deutschen Wehrmacht gesprengt.

### Einwohnerentwicklung
| Ulrichskirchen-Schleinbach: Einwohnerzahlen von 1869 bis 2025 | Ulrichskirchen-Schleinbach: Einwohnerzahlen von 1869 bis 2025 | Ulrichskirchen-Schleinbach: Einwohnerzahlen von 1869 bis 2025 | Ulrichskirchen-Schleinbach: Einwohnerzahlen von 1869 bis 2025 | Ulrichskirchen-Schleinbach: Einwohnerzahlen von 1869 bis 2025 |
| ------------------------------------------------------------- | ------------------------------------------------------------- | ------------------------------------------------------------- | ------------------------------------------------------------- | ------------------------------------------------------------- |
| Jahr                                                          |                                                               |                                                               |                                                               | Einwohner                                                     |
| 1869                                                          | 1869                                                          |                                                               | 2.143                                                         | 2.143                                                         |
| 1880                                                          | 1880                                                          |                                                               | 2.388                                                         | 2.388                                                         |
| 1890                                                          | 1890                                                          |                                                               | 2.302                                                         | 2.302                                                         |
| 1900                                                          | 1900                                                          |                                                               | 2.382                                                         | 2.382                                                         |
| 1910                                                          | 1910                                                          |                                                               | 2.607                                                         | 2.607                                                         |
| 1923                                                          | 1923                                                          |                                                               | 2.697                                                         | 2.697                                                         |
| 1934                                                          | 1934                                                          |                                                               | 2.431                                                         | 2.431                                                         |
| 1939                                                          | 1939                                                          |                                                               | 2.311                                                         | 2.311                                                         |
| 1951                                                          | 1951                                                          |                                                               | 2.260                                                         | 2.260                                                         |
| 1961                                                          | 1961                                                          |                                                               | 2.043                                                         | 2.043                                                         |
| 1971                                                          | 1971                                                          |                                                               | 2.033                                                         | 2.033                                                         |
| 1981                                                          | 1981                                                          |                                                               | 2.084                                                         | 2.084                                                         |
| 1991                                                          | 1991                                                          |                                                               | 2.253                                                         | 2.253                                                         |
| 2001                                                          | 2001                                                          |                                                               | 2.329                                                         | 2.329                                                         |
| 2011                                                          | 2011                                                          |                                                               | 2.589                                                         | 2.589                                                         |
| 2021                                                          | 2021                                                          |                                                               | 2.633                                                         | 2.633                                                         |
| 2025                                                          | 2025                                                          |                                                               | 2.653                                                         | 2.653                                                         |
| Quelle(n): Statistik Austria, Gebietsstand 1.1.2021           |                                                               |                                                               |                                                               |                                                               |

## Kultur und Sehenswürdigkeiten

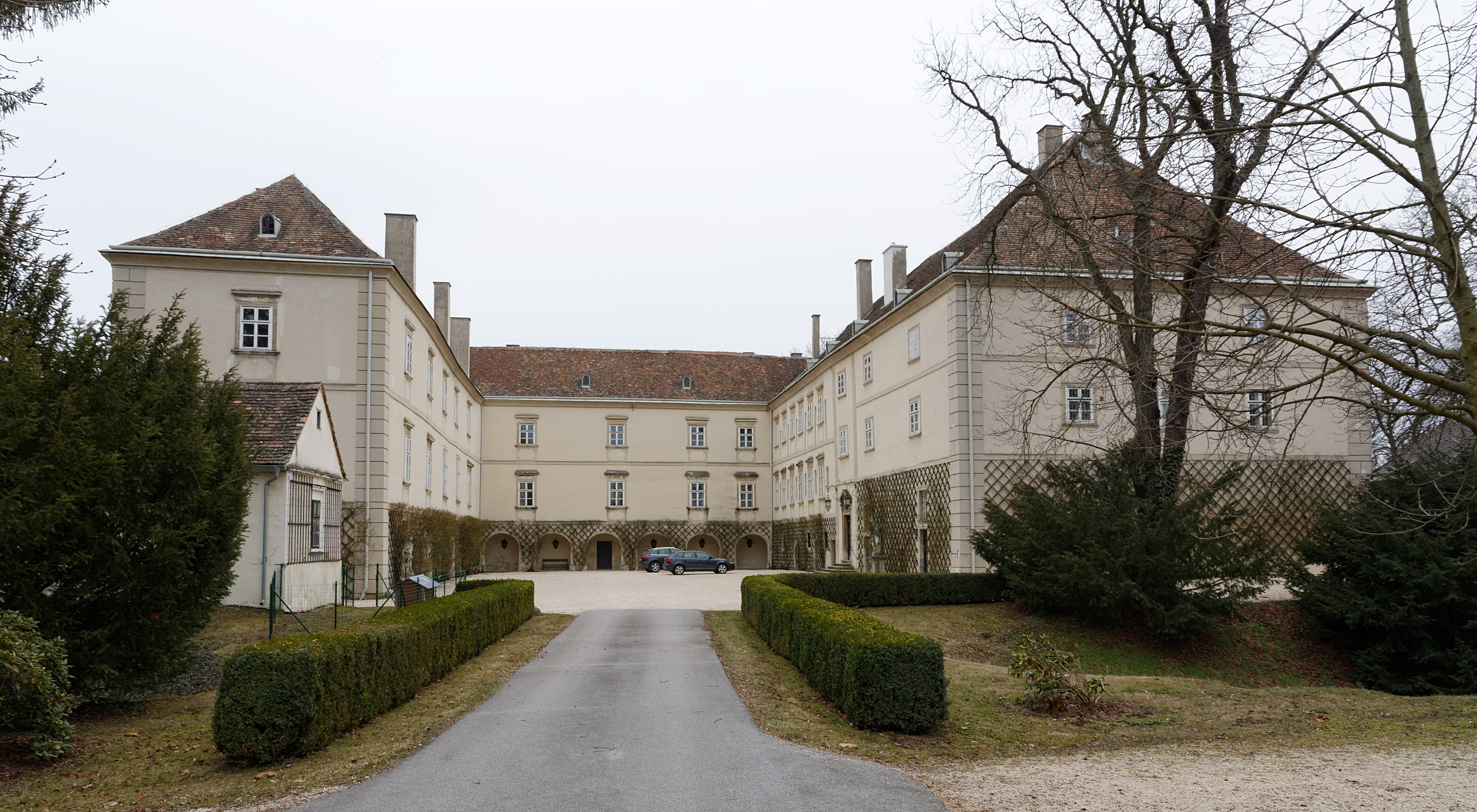
Schloss Ulrichskirchen

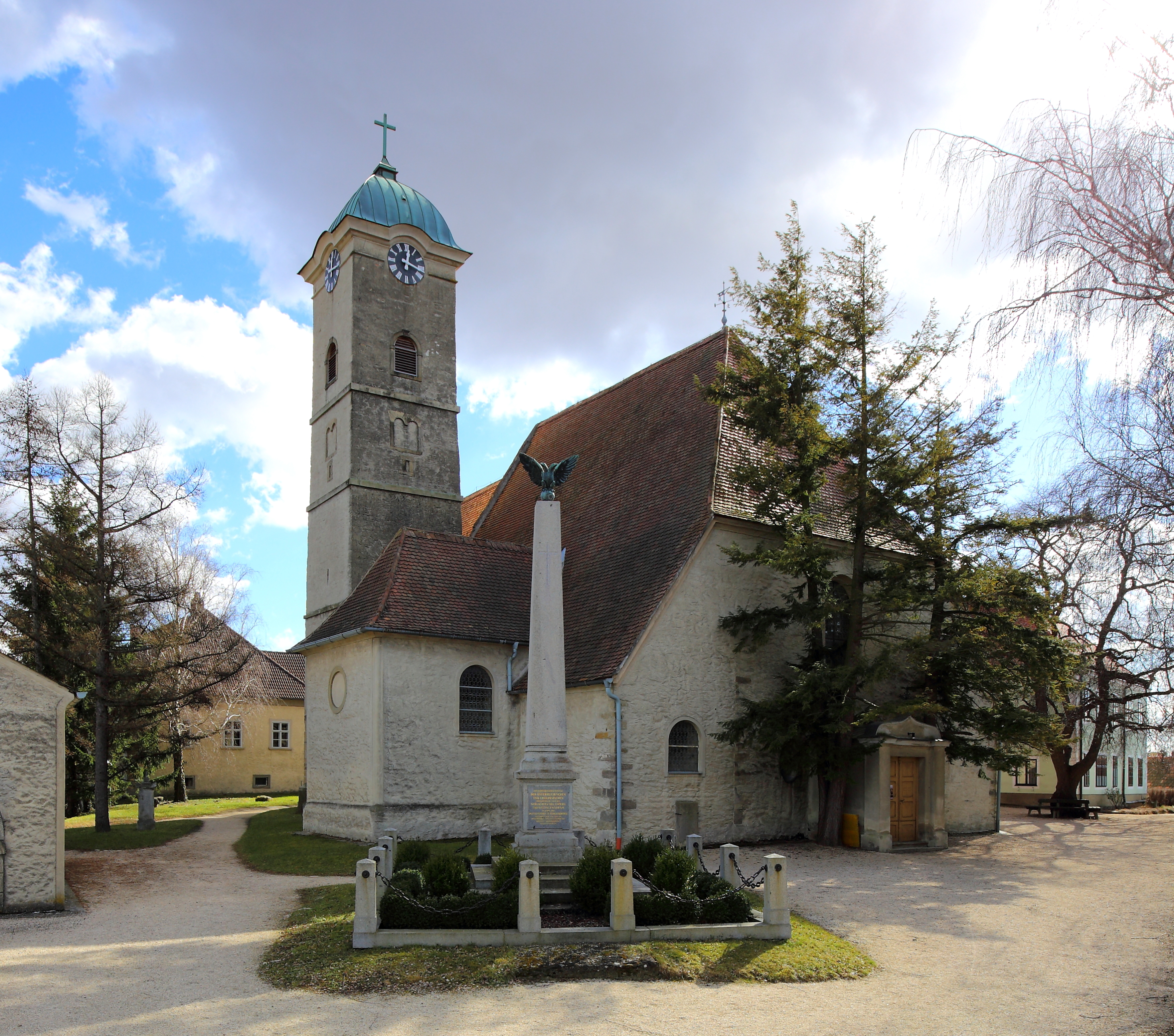
Pfarrkirche Ulrichskirchen

### Bauwerke

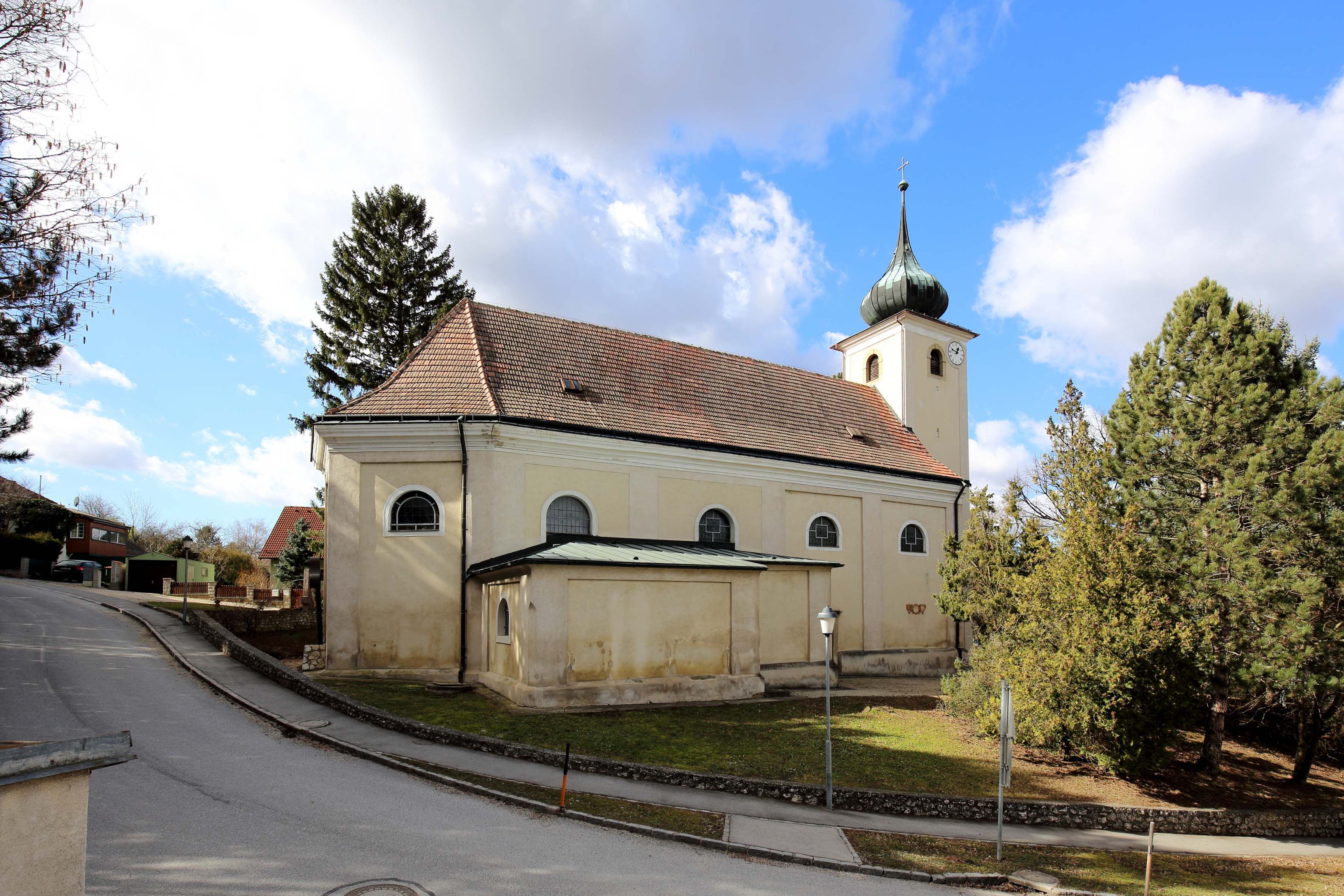
Pfarrkirche Schleinbach

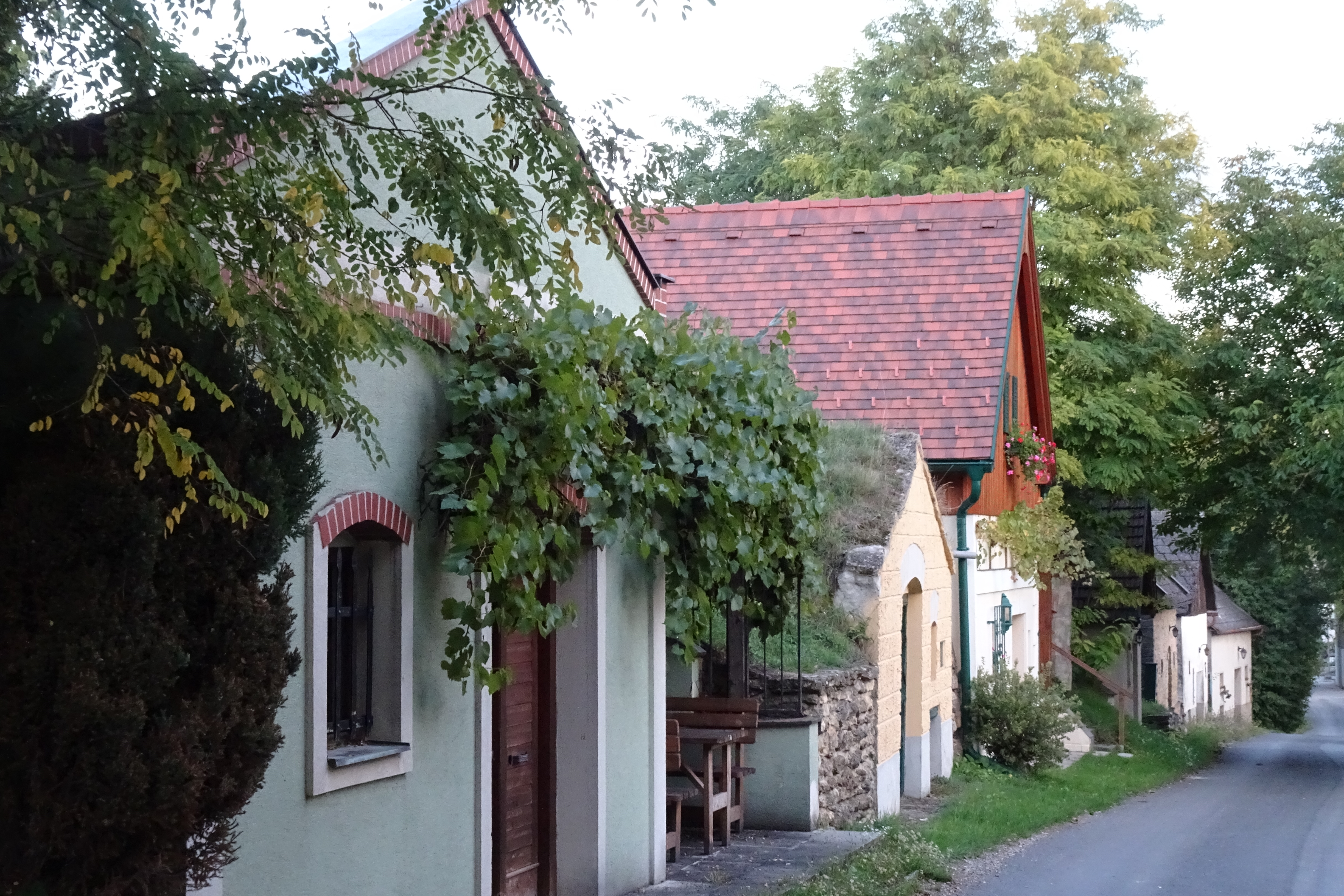
Kellergasse Viehtrift

- Schloss Ulrichskirchen mit dem etwas entfernt an der Schleinbacher Straße stehenden Schüttkasten
- Katholische Pfarrkirche Ulrichskirchen hl. Ulrich
- Katholische Pfarrkirche Schleinbach hl. Petrus
- Katholische Pfarrkirche Kronberg Maria Trost

### Musik
- Der MVO Schleinbach ist eine traditionelle Ortsmusikkapelle und lädt regelmäßig zu Konzerten ein, zum Beispiel zum alljährlich Schlosskonzert im Schloss Ulrichskirchen.

### Sport
- Fußball: SG Ulrichskirchen, USC Kronberg

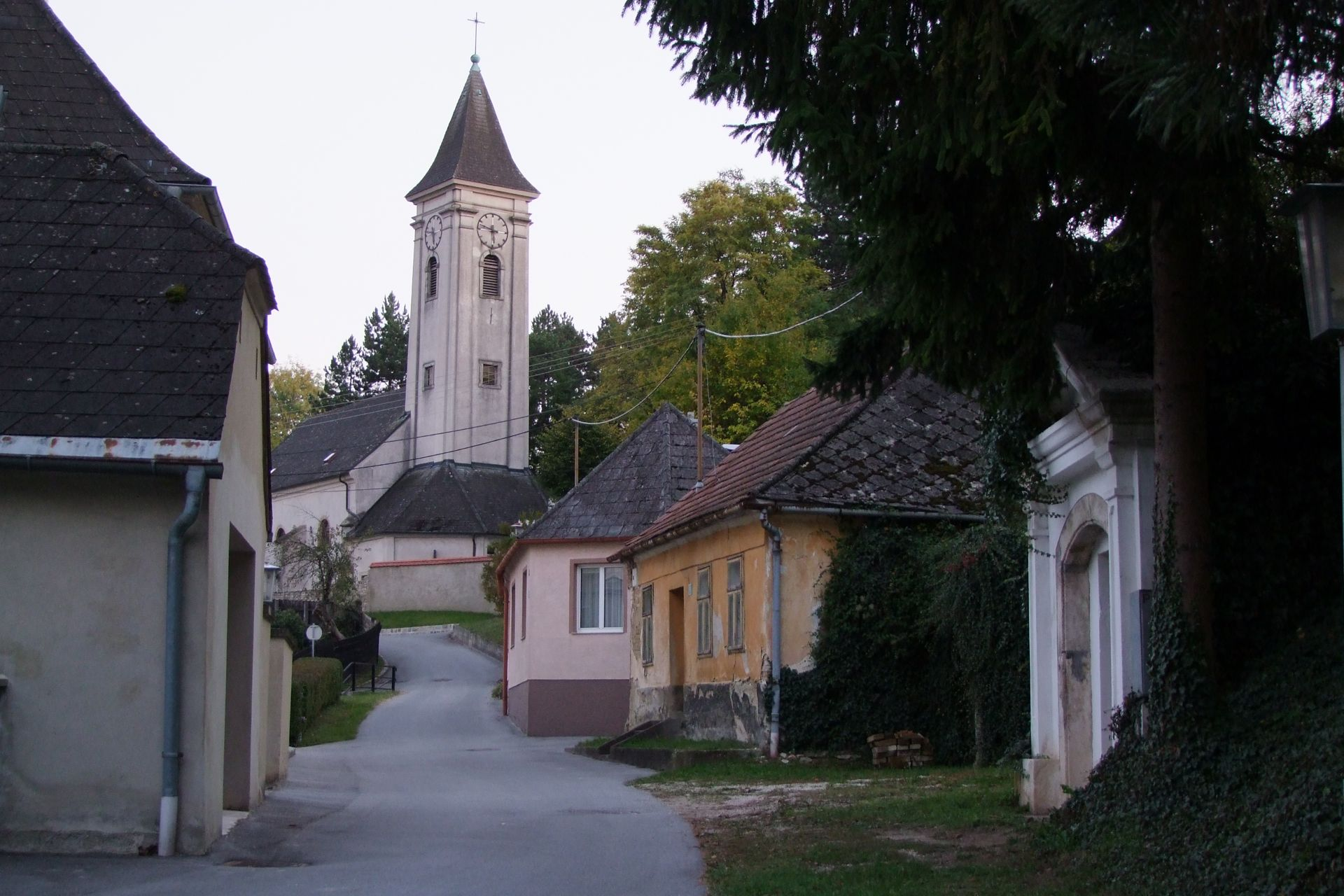
Pfarrkirche Kronberg

- Tennis: TC Ulrichskirchen
- Volleyball: VBV Sandleithen

## Wirtschaft und Infrastruktur
Nichtlandwirtschaftliche Arbeitsstätten gab es im Jahr 2001 74, land- und forstwirtschaftliche Betriebe nach der Erhebung 1999 40. Die Zahl der Erwerbstätigen am Wohnort betrug nach der Volkszählung 2001 978. Die Erwerbsquote lag 2001 bei 43,32 Prozent.
Das wirtschaftlich größte Unternehmen Schleinbachs ist die Bäckerei Anger.

### Verkehr
Durch das Gemeindegebiet verläuft die Schnellbahnlinie S2 mit stündlichen Verbindungen nach Wien.

### Öffentliche Einrichtungen
In Ulrichskirchen, in Schleinbach und in Kronberg befindet sich je ein Kindergarten.

## Politik

### Gemeinderat
| Der Gemeinderat hat 21 Mitglieder. - Mit den Gemeinderatswahlen in Niederösterreich 1990 hatte der Gemeinderat folgende Verteilung: 11 ÖVP, 9 SPÖ, und 1 FPÖ. - Mit den Gemeinderatswahlen in Niederösterreich 1995 hatte der Gemeinderat folgende Verteilung: 9 ÖVP, 7 SPÖ, 4 Liste Aktiv, und 1 FPÖ. - Mit den Gemeinderatswahlen in Niederösterreich 2000 hatte der Gemeinderat folgende Verteilung: 10 SPÖ, 8 ÖVP, 1 GRÜNE, 1 FPÖ, und 1 Liste Aktiv. - Mit den Gemeinderatswahlen in Niederösterreich 2005 hatte der Gemeinderat folgende Verteilung: 10 SPÖ, 9 ÖVP, und 2 GRÜNE. - Mit den Gemeinderatswahlen in Niederösterreich 2010 hatte der Gemeinderat folgende Verteilung: 11 ÖVP, 8 SPÖ, und 2 GRÜNE. - Mit den Gemeinderatswahlen in Niederösterreich 2015 hatte der Gemeinderat folgende Verteilung: 11 ÖVP, 6 SPÖ, und 4 GRÜNE. - Mit den Gemeinderatswahlen in Niederösterreich 2020 hat der Gemeinderat folgende Verteilung: 12 ÖVP, 5 SPÖ, 3 GRÜNE und 1 Bestes für Ulrichskirchen Schleinbach Kronberg (BEST). | Die zur Anzeige dieser Grafik verwendete Erweiterung wurde dauerhaft deaktiviert. Wir arbeiten aktuell daran, diese und weitere betroffene Grafiken auf ein neues Format umzustellen. (Mehr dazu) |

### Bürgermeister
- 1995–2005 Otto Krenek (SPÖ)
- seit 2005 Ernst Bauer (ÖVP)[22]

### Wappen
Blasonierung: „In Grün eine zweitürmige rotbedachte silberne Kirche in Frontansicht, die Turmdächer mit bekreuzten Turmkugeln besteckt, mit schwarzem Portal, darüber auf dem Langhausgiebel der heilige Ulrich in rotem Gewand (Dalmatik), goldenem Umhang und goldener Mitra, in der Linken einen goldenen Bischofsstab, in der Rechten einen silbernen Fisch haltend.“

## Persönlichkeiten
Söhne und Töchter der Gemeinde
- Josef Kühschelm (1855–1908), Pfarrer von Guntersdorf, Landtagsabgeordneter
- Josef Kraus (1890–1971), Bundesminister für Land- und Forstwirtschaft
- Hermann Bauch (1929–2006), Maler
- Erich Neuwirth (* 1948), Statistiker
- Roman Kühschelm (* 1952), römisch-katholischer Theologe und Hochschullehrer
- Teresa Hohenlohe (1964–2007), Galeristin in Wien
- Andreas Werner (* 1984), Bildender Künstler